# Maximino Caballero Ledo
Maximino Caballero Ledo (Mérida, 21 december 1959) is een Spaans econoom, in dienst van de Romeinse Curie.
Caballero Ledo studeerde economie aan de Autonome Universiteit van Madrid. Hij behaalde daarna een MBA aan de IESE Business School in Barcelona.
Caballero Ledo was ruim twintig jaar werkzaam als financieel manager in Barcelona en Valencia. In 2007 werd hij benoemd tot vicepresident van Baxter International, een Amerikaans pharmaceutisch bedrijf. 
Op 4 augustus 2020 trad Cavallero Ledo in dienst van de Romeinse Curie, waar hij benoemd werd tot secretaris-generaal van het secretariaat voor de Economie. Op 1 december 2022 volgde zijn benoeming tot prefect van het secretariaat.
Caballero Ledo is getrouwd en heeft twee kinderen.